# Francesc Caula i Vegas
Francesc Caula i Vegas (Osuna, 1887 - Barcelona, 1973). Nascido na cidade de Osuna, um município da Espanha na província de Sevilha, comunidade autônoma da Andaluzia, mas que adotou Girona, na região da Catalunha.   

## Biografia
Foi um historiador que estudou direito, mas que dedicou grande parte da sua vida para investigar a história de La Garrotxa. Escreveu para o grande público, mas para descrever e publicar sobre a comarca, localizada em região montanhosa privilegiada na Catalunha, anteriormente conhecida como Besalú. Além de publicar vários livros e artigos científicos, também foi um refinado cartunista.  
Uma importante descoberta feita pelo pesquisador, foi a da Casa Juvinya, uma construção de arquitetura civil romana, que durou até os dias atuais, sofrido apenas algumas ações do tempo. A casa está em Sant Joan Les Fonts, e data de meados do século XI. A descoberta foi feita em 1917, dando início a uma série de pesquisas, sobre sua origem, seus ocupantes, as famílias e genealogias dos antigos proprietários.  

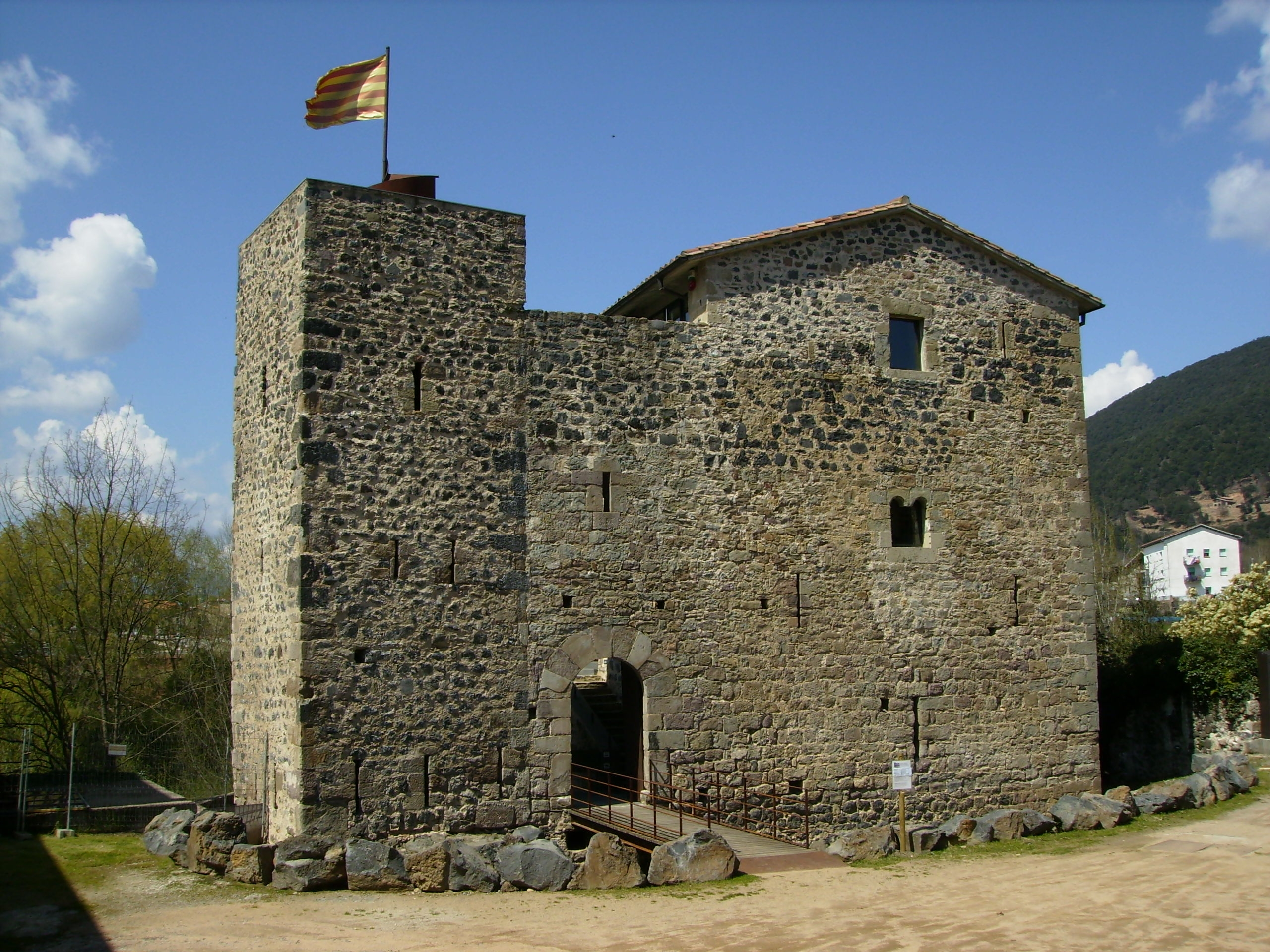
Estada Juvinya
(Sant Joan les Fonts - Catalunya)

Para sua pesquisa, consultou um grande número de fontes documentais em arquivos locais e privados, com os quais ele produziu algumas das obras mais importantes escritas neste município. As paróquias e comunas de Santa Eulàlia de Begudà e Sant Joan les Fonts e El regente senyorial são dois exemplos do trabalho realizado por Caula, livros que se tornam um material essencial para conhecer a história deste município. Além disso, participou de diferentes publicações periódicas de conselho e catalão, como a revista Olotina El deber. 
Durante os anos de residência em Sant Joan les Fonts participou ativamente da vida política, sendo prefeito da cidade na década dos anos 1920. Nesse período ele preparou o brasão municipal, estabeleceu o calendário da Festa Major e participou com educação de desenho para os adolescentes da cidade. A Biblioteca Pública de Saint Joan Les Fonts homenageou o prédio público com seu nome.     

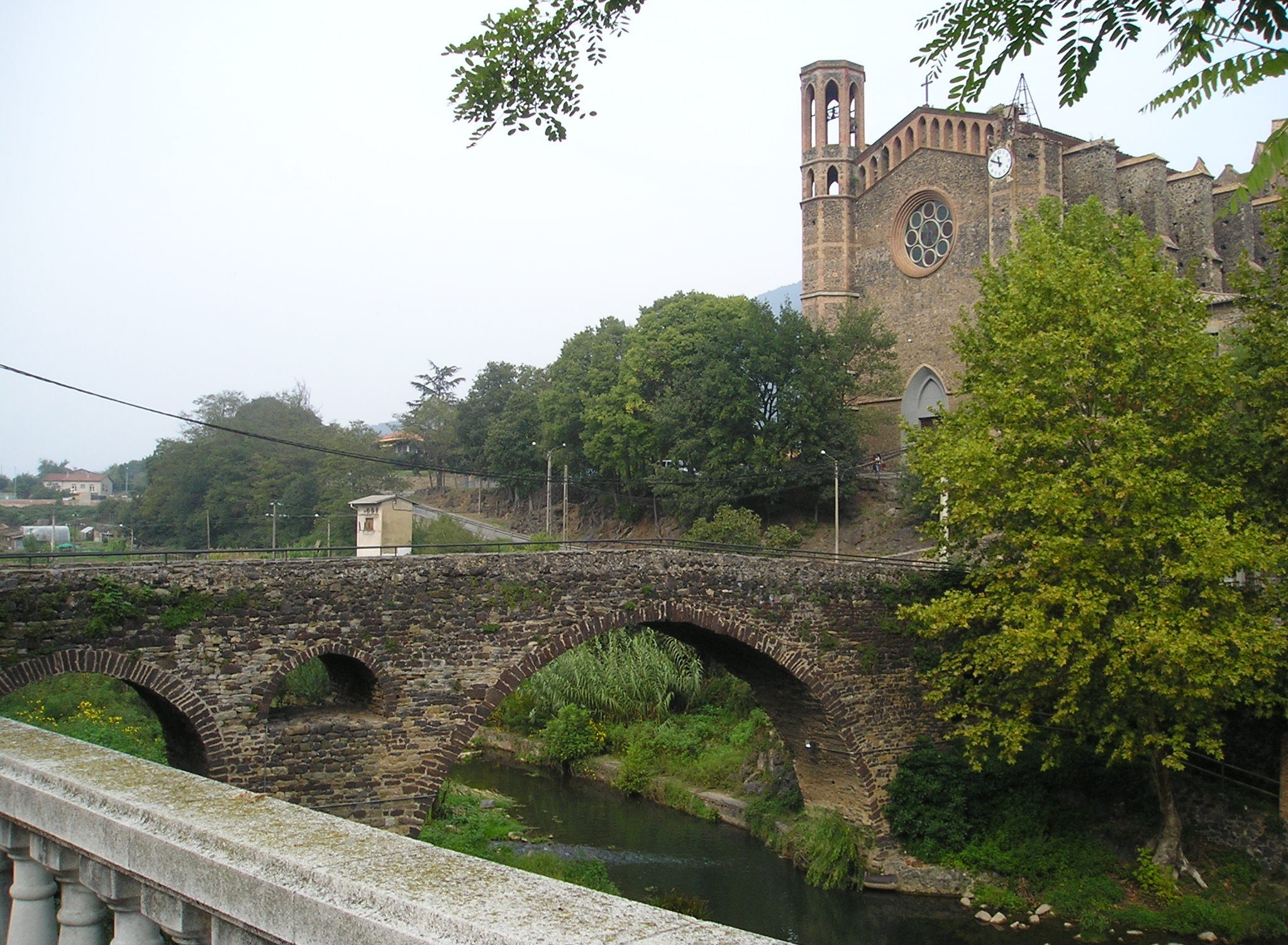
Ponte Medieval
(Sant Joan les Fonts - Catalunya)